# Siffleur de Schlegel
Pachycephala schlegelii
Espèce
Statut de conservation UICN

 LC  : Préoccupation mineure
Le Siffleur de Schlegel (Pachycephala schlegelii Schlegel, 1871) est une espèce d'oiseau appartenant à la famille des Pachycephalidae. Il se trouve en Indonésie et en Papouasie-Nouvelle-Guinée. Son nom commémore son descripteur, l'ornithologue allemand Hermann Schlegel (1804-1884).

## Sous-espèces
Il en existe trois sous espèces:
- Pachycephala schlegelii schlegelii ;
- Pachycephala schlegelii obscurior ;
- Pachycephala schlegelii cyclopum.

## Toxicité
En février 2023, une publication de la revue Molecular Ecology fait état de la découverte du caractère toxique du siffleur de Schlegel, ainsi que du siffleur à nuque rousse. Selon cette étude, les plumes de ces deux espèces d'oiseaux seraient armés de batrachotoxine, une neurotoxine pouvant déclencher de violentes convulsions et même être fatale aux êtres humains. Ces oiseaux assimileraient le poison grâce à l’ingestion de coléoptères du genre Choresine, avant de s'en servir comme arme défensive contre les prédateurs.